# 非常駐車帯

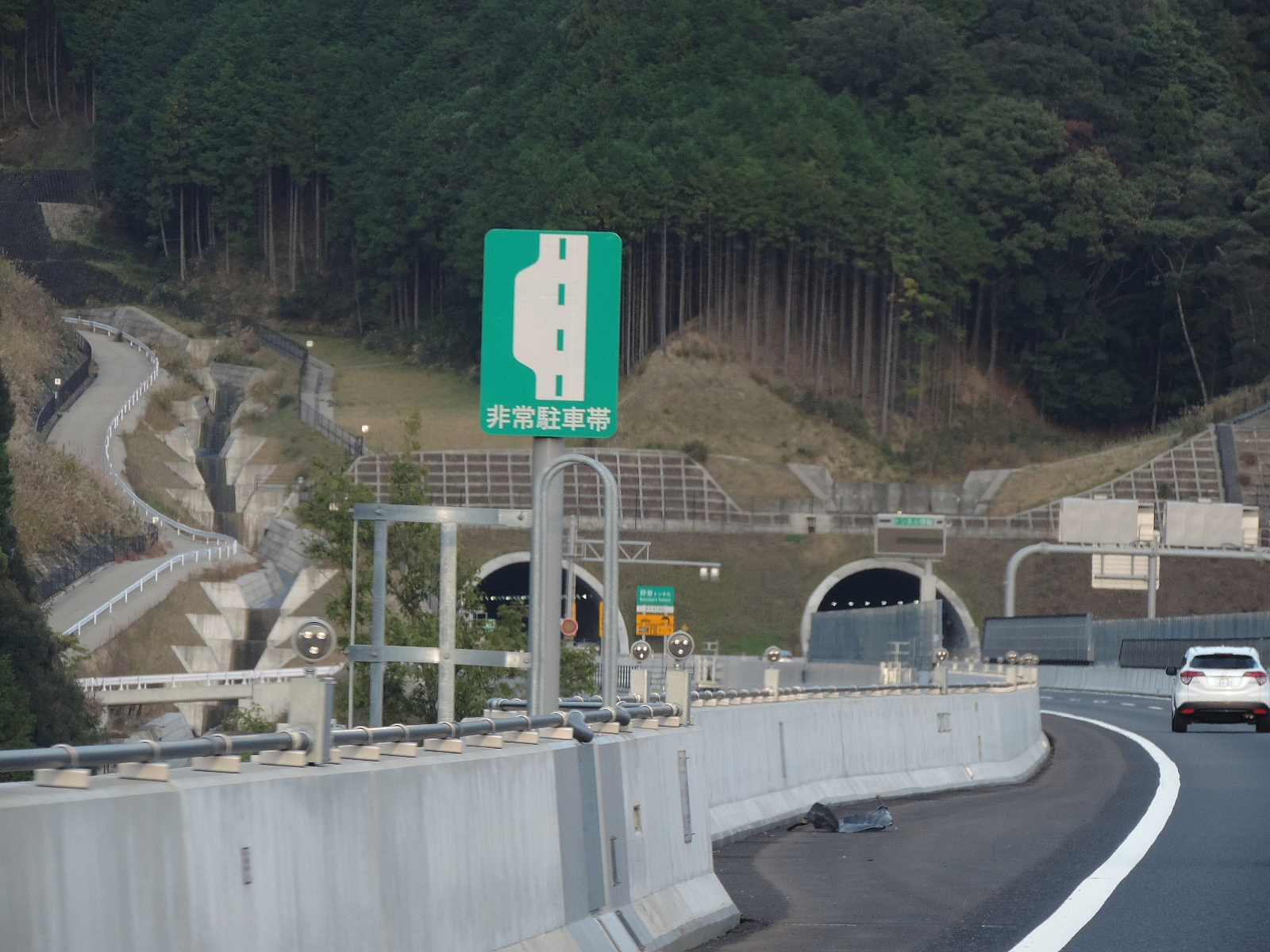
非常駐車帯（新名神高速道路、三重県亀山市）

非常駐車帯（ひじょうちゅうしゃたい）は、故障車・緊急車両・道路管理車両等が、停車することを目的に道路の路肩に設置されているスペース。なお、法令上、「待避所」とは設置目的が異なり区別される。

## 設置基準
- 自動車専用道路ではおおむね200m間隔、トンネル内では750m間隔で設置され、非常電話（トンネル内の場合は緊急避難通路、緊急通路への接続）が併設されている。道路左側の設置が原則だが、首都高速道路や開通後に拡幅されたトンネル等では構造上右側に設置されている場合もある。
  - 特に、暫定2車線で供用している（していた）トンネルでは、性質上非常駐車帯が両側に設置される。4車線化後は一期線トンネルの追越車線側の非常駐車帯は廃止されることが多い。なお、区間によっては二期線トンネルにも対面通行に対応できるように、非常駐車帯が両側に用意されることがある。